# NGC 4334
NGC 4334 este o radiogalaxie situată în constelația Fecioara. A fost descoperită în 24 aprilie 1830 de către John Herschel. Se află la o distanță de 67,52 de megaparseci de Pământ.